# Сконе (ландскап)
Ско́не або Ска́нія (швед. Skåne, лат. Scania, д.-рус. Шонія) — історична провінція (ландскап) у південній Швеції, в регіоні Йоталанд. Існує лише як історико-культурне визначення. Адміністративною одиницею нині є лен Сконе, який кордонами практично збігається з провінцією.

## Географія

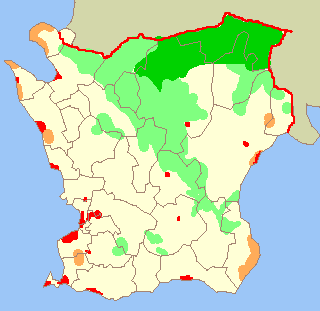
Розподіл лісів, рівнин і заселених територій в Сконе

Сконе межує з ландскапами Галланд, Смоланд та Блекінге; має вихід до Балтійського моря. Від Данії провінцію відокремлює протока Ересунн.
Ландашфт сформувався під кінець останнього льодовикового періоду, під час якого вся територія провінції була покрита кригою. Практично вся територія провінції рівнинна, що неабияк відрізняє її від більшої частини Швеції, де переважають ліси та численні водойми. На території Сконе нема гір, нечисленні пагорби, ліси та озера. З північного заходу на південний схід простяглось пасмо листяних лісів, яке раніше правило за кордон між ленами Мальмехус та Крістіанстад.

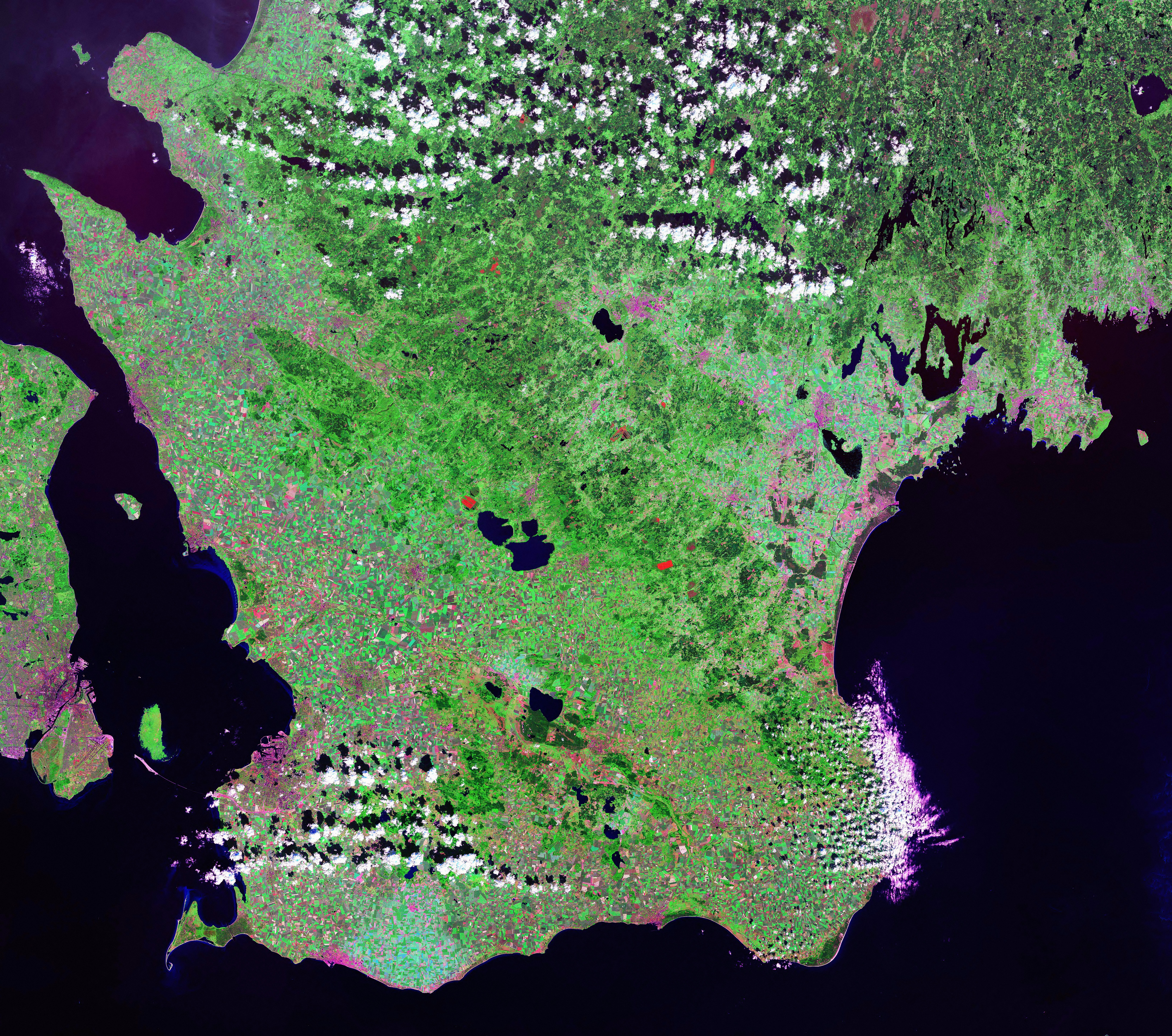
Сконе, знімок з космосу

Найвища точка — горст Седеросен, 212 м. Найнижча точка лежить у місті Крістіанстад, 2,7 м нижче рівня моря. Національні парки: Дальбю Седерскуг, Седеросен, Стенсхувуд.
Земля на рівнинах досить родюча, що є надзвичайно важливим чинником для всієї Швеції. Більшу частину сільського господарства країни зосереджено саме в Сконе.
Найбільші міста: Мальме, Гельсінборг, Лунд, Крістіанстад, Ландскруна.

## Історія
Сконе тривалий час належала Данії. Розквіт провінції в складі Данського Королівства припав на XI століття. В той час на території цього краю розташовувались дві єпархії з центрами в Лунді та Дальбю. Король Данії Свен II Естрідсен мав власну резиденцію в Дальбю. Там само за його правління було розпочато будівництво монастиря і церкви.
Швеція вела з Данією численні війни внаслідок яких за Роскільським мирним договором 1658 року Сконе відійшла до Швеції. Острів Борнгольм було повернуто Данії два роки потому за умовами Копенгагенського миру. Дещо згодом Сконе стала ареною і головним об'єктом Дансько-шведської війни 1675—1679 років, відомої ще як Сконська війна. Швеції вдалося утримати Сконе в цій війні.

## Відомі люди
У Сконе народилось і виросло багато знаменитостей, серед яких:
- Пер Альбін Ганссон, прем'єр-міністр Швеції 1932—1936, 1936—1946;
- Марі Фредрікссон, співачка, солістка гурту Roxette;
- Гелена Йосефссон, співачка, солістка гурту Sandy Mouche;
- Крістофер Лундквіст, музикант, продюсер;
- Єнс Йонссон, музикант, ударник у гурті Brainpool;
- Златан Ібрагімович і Генрік Ларссон, футболісти;
- Франц Гуннар Бенгтссон, письменник;
- Макс фон Сюдов, актор.

## Галерея

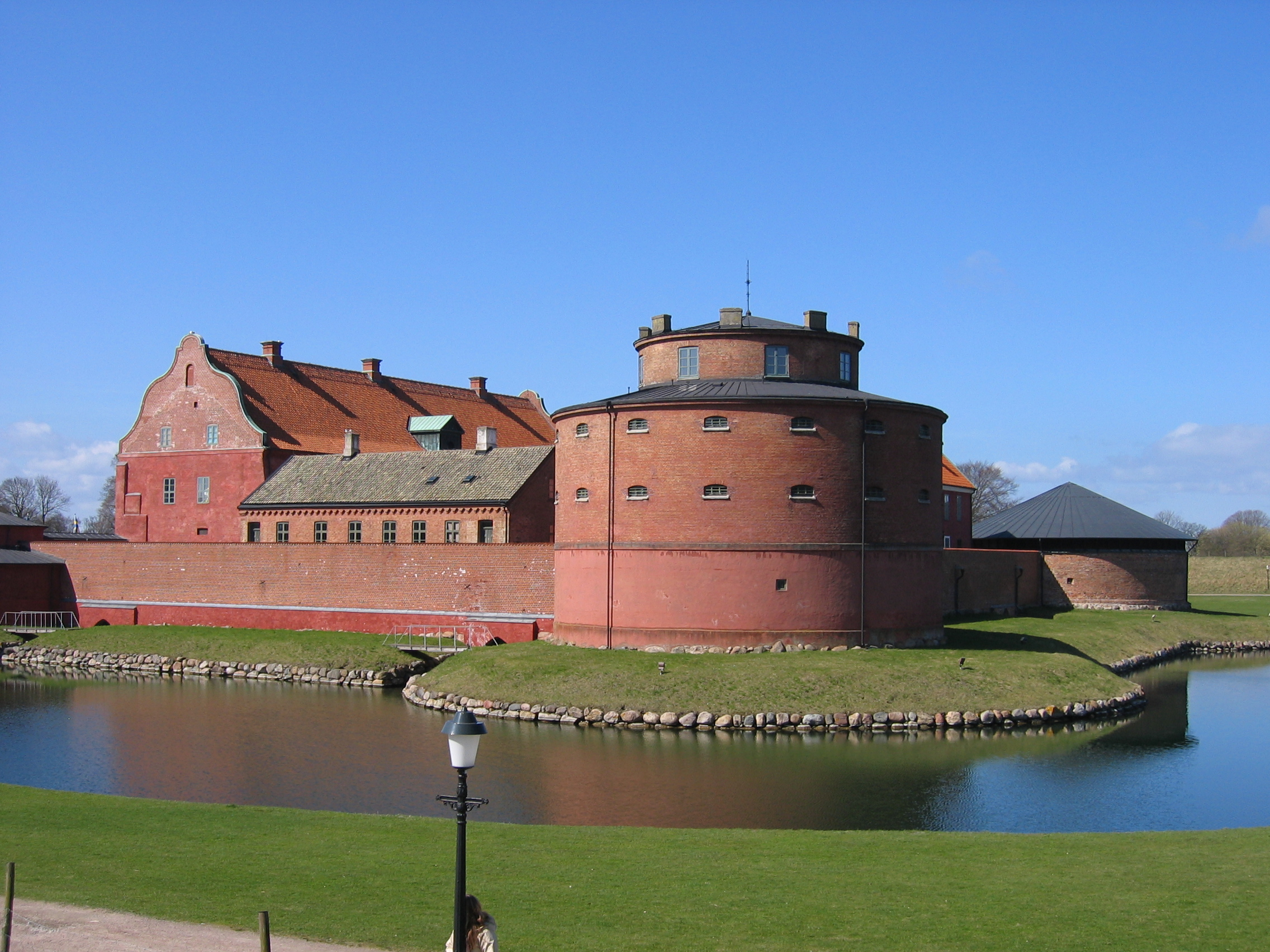
Фортеця в Ландскруні
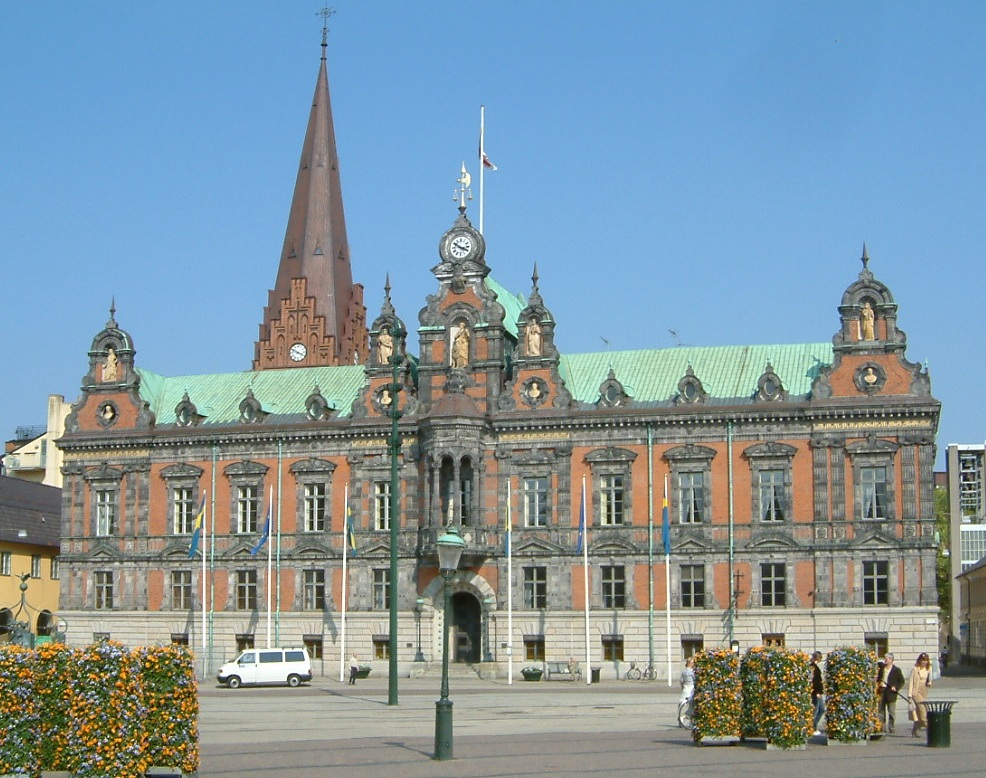
Ратуша в Мальме
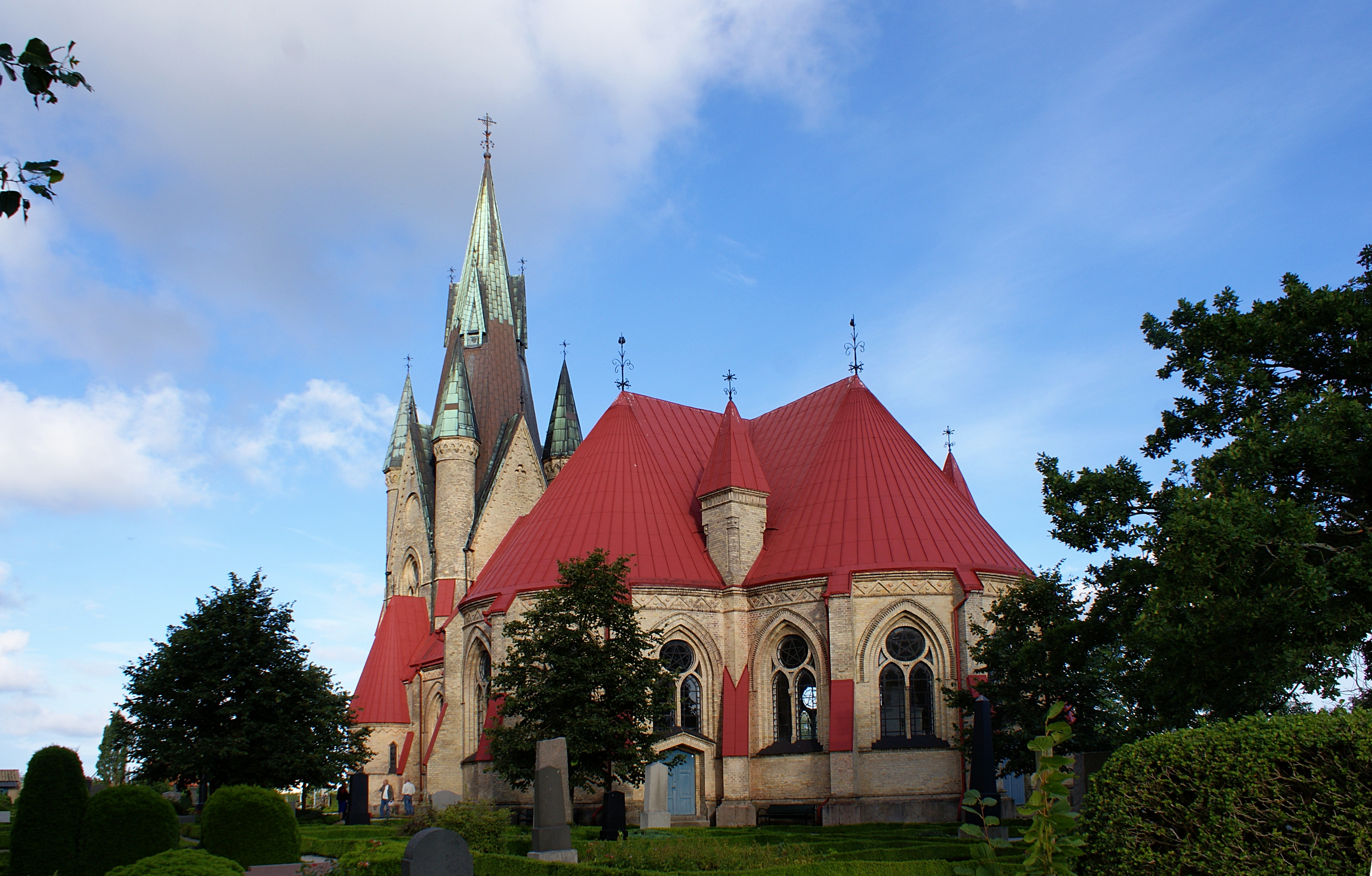
Церква в Гослеві
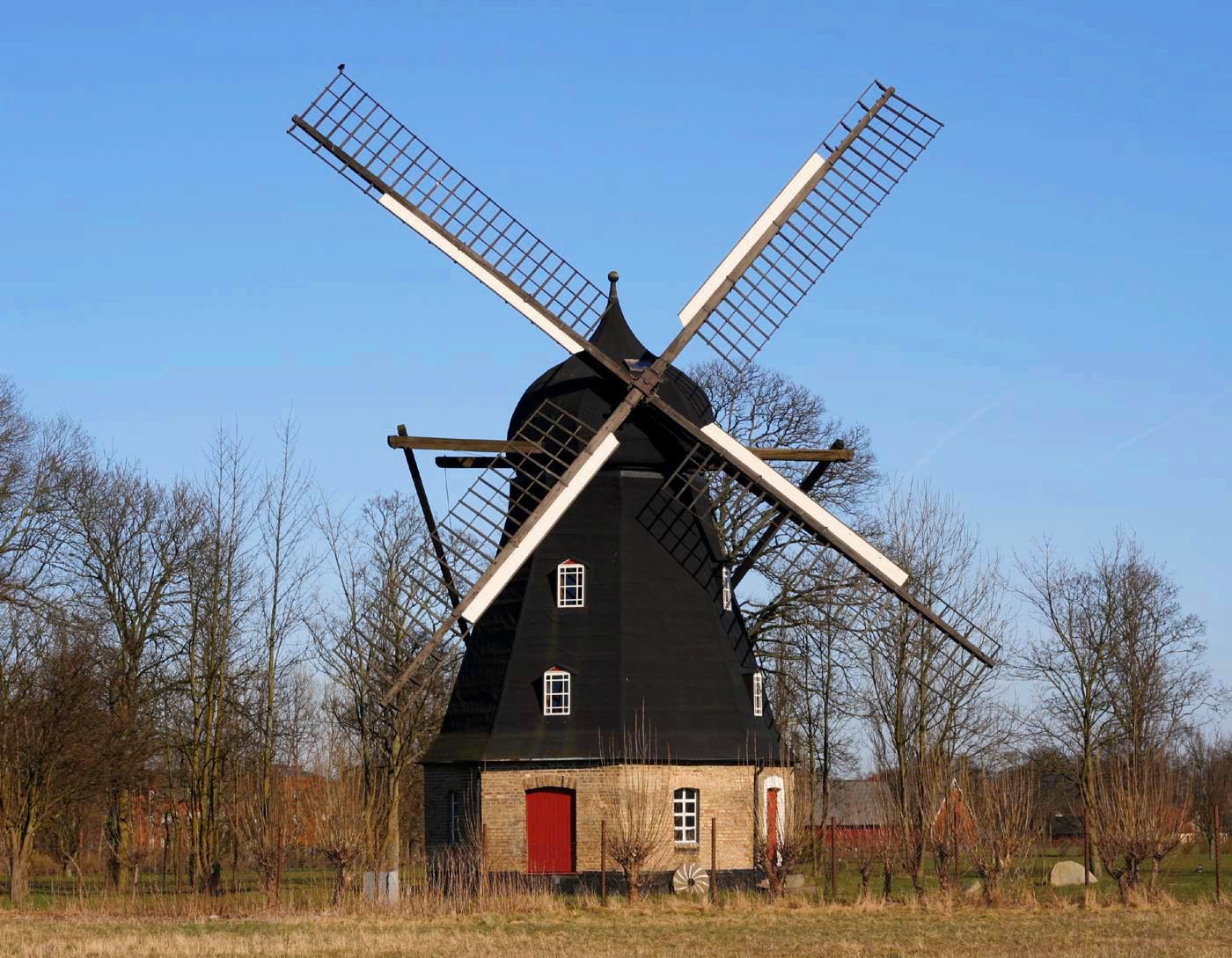
Вітряк біля Лунда
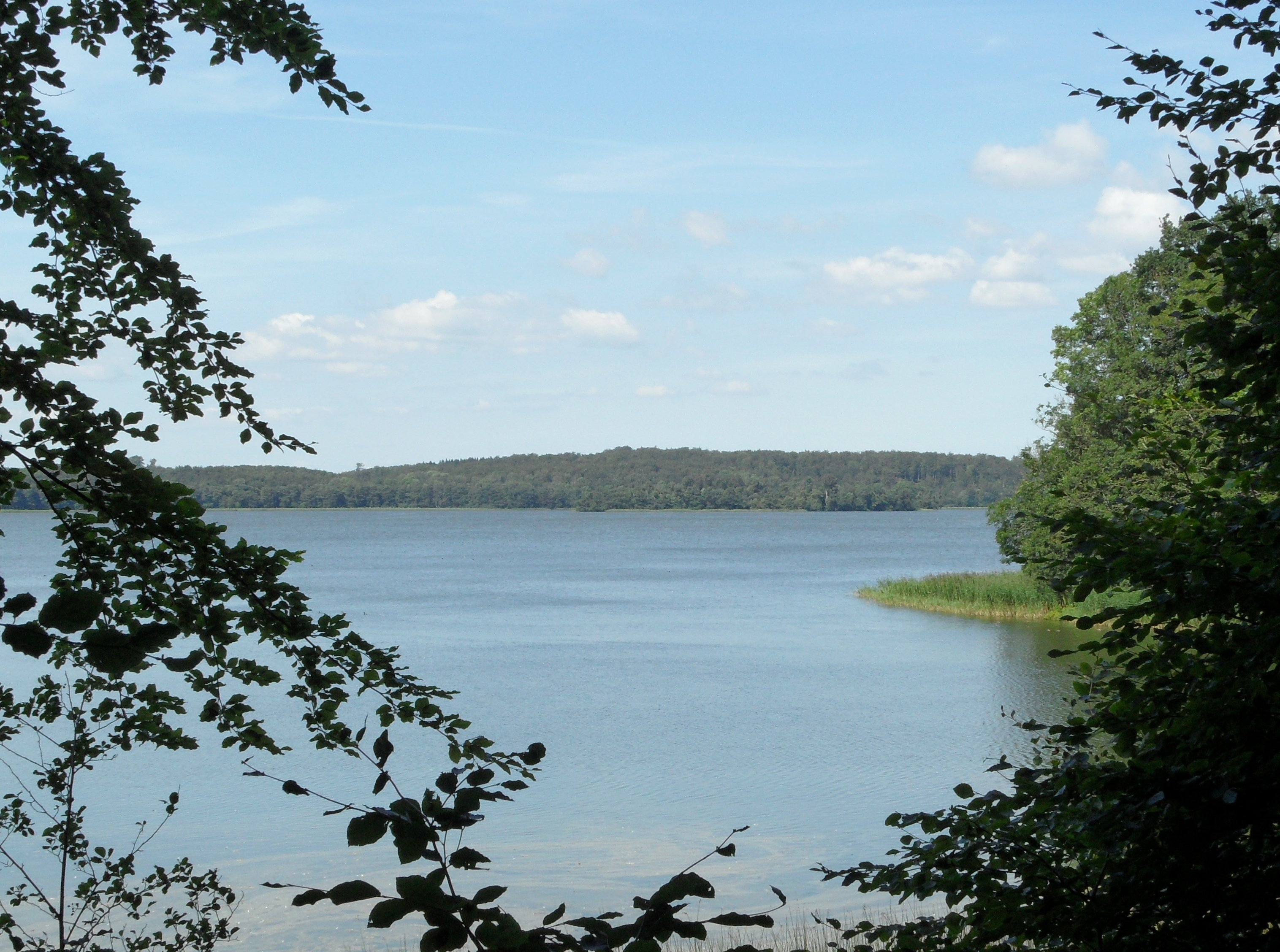
Озеро Крагегольмсшен